# Henry Poulaille
Henri Poulaille (født 5. december 1896 i Paris, død 30. marts 1980 i Cachan) var en fransk forfatter. 
Poulaille stod de internationalt, kommunistisk sindede kredse om Romain Rolland og Henri Barbusse nær. Med romanerne Ils étaient quatre (1925), Arnes neuves (1925) og L'Enfantement de la Paix (1926) indtog han en førende plads blandt Frankrigs yngre skribenter. Med blændende stilistisk evne forbandt han evnen til aldrig som Barbusse at lade tendensen overstråle den kunstneriske sandfærdighed. Også et fortrinligt essay om Charlie Chaplin må nævnes.